# Монастырь Папрача
Монастырь Папрача (серб. Манастир Папраћа, босн. и хорв. Manastir Papraća) в честь Благовещения Пресвятой Богородицы  — монастырь Зворницко-Тузланской епархии Сербской православной церкви в селе Папрача общине Шековичи Республики Сербской Боснии и Герцеговины.

## История
Монастырь был основан сербским королём Стефаном Драгутином, правившим этими землями с 1284 по 1316 год. Первым письменным упоминанием является турецкий дефтер 1513 года.
В 1559 году игумен Папрачи Арсений и монах Геннадий приняли участие в восстановлении церкви монастыря Троноша.
В XVI и XVII веках монастырь поддерживал тесные связи с Россией. В 1551 году в Москве побывал игумен Григорий. Он привёз Евангелие, подаренное старцем Иосифом из Чудова монастыря. В дальнейшем в России побывали ещё несколько настоятелей Папрачи, получая материальную и финансовую помощь от русских царей. В монастыре хранилось множество русских книг. Последний раз монахи из Папрачи были в Москве во время Великой турецкой войны (1683—1699).
В 1717 году,  в ходе Австро-турецкой войны, монастырь был разрушен, а тридцать его насельников убиты турками. В 1853 году монастырская церковь была отстроена при поддержке сараевских сербов. С 1880 года в монастыре возрождена монашеская жизнь.
Во время Второй мировой войны монастырь был разрушен и разграблен. В 1954 году частично восстановлен усилиями монахини Варвары (Божич) из монастыря Тавна. 21 сентября 1971 года монастырь вновь освящён епископом Лонгином (Томичем).
В 2005 году монастырь Папрача был внесён в список национальных памятников Боснии и Герцеговины.